# Taubencircovirus
Das Tauben-Circovirus (englisch Pigeon circovirus, Columbid circovirus; PiCV) ist ein unbehülltes Virus mit doppelstrangigem DNA-Genom aus der Familie Circoviridae. Das Virus tritt in verschiedenen genetischen Linien auf und ist auch bei gesunden Haustauben (Columba livia forma domestica) weltweit verbreitet.
PiCV ist vor allem in Organen des Immunsystems, insbesondere der Bursa cloacalis, wo es zu Schädigungen des Gewebes führen kann. Als Folge dieser Schädigungen wird eine das Immunsystem schwächende Wirkung des Virus angenommen.
In der Vergangenheit wurde PiCV auch als Wegbereiter der sogenannten „Jungtaubenkrankheit“ (JTK) vermutet. Durch die Immunsuppression sollte es im Zusammenspiel mit Stress und weiteren Erregern zum Ausbruch einer Faktorenkrankheit kommen. Diese Hypothese konnte jedoch anschließend nicht weiter untermauert werden. Inzwischen wurde der „Taubentyp“ des Rotavirus A (RVA) als Erreger der JTK identifiziert.

## Erregernachweis
Der Virusnachweis kann aus Organproben, Blut oder Rachen- oder Kloakenabstrichen mittels Polymerase-Kettenreaktion durchgeführt werden. Da hiermit nur Virus-DNA nachgewiesen wird, der Erreger aber auch bei nicht erkrankten Vögeln vorkommt, ist der Virusnachweis allein kein Beweis für eine ursächliche Beteiligung an einer vorliegenden Erkrankung.
Pathohistologisch zeigen sich Nekrosen und Zellverarmung der Lymphfollikel. Im Zytoplasma der Makrophagen treten bei etwa der Hälfte der infizierten Tiere Einschlusskörperchen auf, die sich jedoch auch bei nicht erkrankten Tieren nachweisen lassen.